# NGC 2298
NGC 2298 je kulová hvězdokupa v souhvězdí Lodní zádě nacházející se ve vzdálenosti 34 600 světelných let od Země. Objevil ji australský astronom James Dunlop 8. května 1826. V roce 2003 bylo zjištěno, že hvězdokupa NGC 2298 by mohla pocházet z Trpasličí galaxie Velký pes. Podobný původ by měly mít i objekty Messier 79, NGC 1851 a NGC 2808.